# Tân Vạn
Tân Vạn is een phường van Biên Hòa, de hoofdstad van de provincie Đồng Nai.